# بلدة غراس ليك تشارتر (ميشيغان)
غراس ليك تشارتر (بالإنجليزية: Grass Lake Charter Township, Michigan)‏ هي بلدة تقع بولاية ميشيغان في الولايات المتحدة. تبلغ مساحتها 125.6 (كم²)، وترتفع عن سطح البحر 311 م، بلغ عدد سكانها 4586 نسمة في عام تعداد الولايات المتحدة 2000 حسب إحصاء مكتب تعداد الولايات المتحدة وتصل الكثافة السكانية فيها 37.5 نسمة/كم2.

## وصلات خارجية
- The US50 - Cities and Towns in Michigan State
- Michigan Cities and Towns, Facts, Map, Flag, Colleges, Government, and More